# Schule Rigaer Straße (Berlin)
Das denkmalgeschützte Schulgebäude in der Rigaer Straße 81/82 im Berliner Ortsteil Friedrichshain wurde von 1900 bis 1902 nach Plänen des Architekten Ludwig Hoffmann errichtet.
Ursprünglich diente das Gebäude einer Doppel—Volksschule, in der Zeit der DDR dann einer zehnklassigen Schule (POS). Seit 1993 ist dort das  Heinrich-Hertz-Gymnasium ansässig.

## Architektur
Das Schulgebäude ist ein verputzter dreiflügeliger Bau, der durch bis zu acht Meter hohe überdachte Mauern mit Hoftoren straßenseitig mit zwei Nebengebäuden verbunden ist.
Insgesamt ist die Anlage an der Straße 105 Meter lang. Hoffmann hält fest, dass er der Baugruppe so zu einer „ernsten, abgeschlossenen, ja klosterähnlichen Wirkung“ verholfen habe. „Diese“, so erklärt Hoffmann weiter, „wird dadurch noch unterstützt, dass an die Straßen keine Schulklassen mit großen Fenstern, sondern Korridore mit breiten Wandflächen zu liegen kamen. Die seitlich vorgezogenen Treppenhausrisalite wurden durch schräg eingeschnittene Fenster zu einer eigenartigen Wirkung gebracht.“ Ihre Seitenkanten sind durch Rustizierung betont.
Dass alle Klassenräume in den Seitenflügeln untergebracht wurden, bedeutet auch, dass sie nicht dem Straßenlärm und der prallen Sonne ausgesetzt sind.
In Schulen der Hoffmann-Ära ab 1896 wurden „die Schulhäuser geräumiger und stattlicher“, „Treppen und Korridore wurden breiter, die Aulen künstlerisch ausgeschmückt, […] dem Physikraum ein besonderes zweckmäßiges Zimmer zugewiesen und für die Lehrmittelsammlung ein besonderer Raum zur Verfügung gestellt“.
Auch Brausebäder, spezielle Räume für Kinderhorte und die besondere künstlerische Ausstattung der Fassaden sind typisch für Hoffmanns Schulbauten und auch in dem Schulbau in der Rigaer Straße zu finden.
Im westlichen Nebengebäude befand sich das Rektorenwohnhaus, im östlichen eine Turnhalle im Erdgeschoss sowie darüber eine Lesehalle (öffentliche Bibliothek), außerdem ein Straßenreinigungsdepot und nach Norden im Anschluss an die Turnhalle mit seitlichem Eingang vom Schulhof der Kinderhort. Aktuell beherbergt das Rektorenhaus kleinere Unterrichtsräume, die Redaktion der Schülerzeitung sowie das Archiv der Schule. Ursprünglich wohnten hier zwei Rektoren, Schuldiener und Heizer.

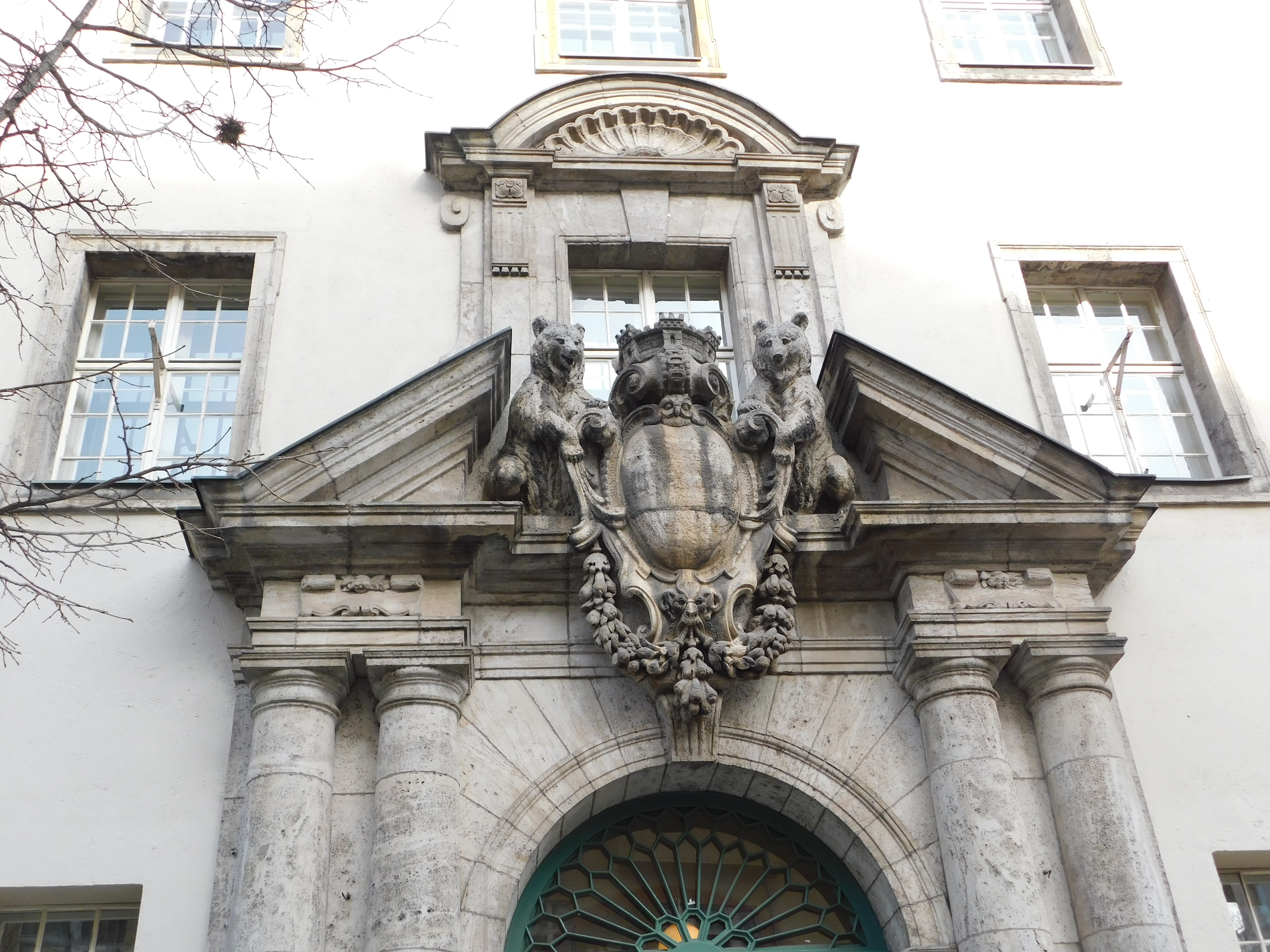
Detail des Portals am Schulgebäude

Der mittlere Flügel des Hauptgebäudes ist von der Straßenfront leicht zurückgesetzt und enthält den in Doppelsäulen eingebetteten über zwei Stockwerke geführten Portalbereich mit breiter sechsstufiger Freitreppe und einem Sprenggiebel, in dem zwei aufrecht stehende Bären eine Kartusche mit der Stadtkrone tragen. Mit dem repräsentativen Portal und anderen Architekturelementen knüpft Hoffmann an die Palastarchitektur der Renaissance an.
Auf dem Mittelbau befindet sich ein Dachturm, der die Mittelachse betont. Je zwei kleinere Dachtürme gibt es auch im Norden und Süden auf den Seitenflügeln. Sowohl der mittlere als auch die beiden Seitenflügel tragen ein gestuftes Mansarddach mit Fledermausgaupen und waren ursprünglich mit Biberschwänzen gedeckt. Ähnlich sind die Dächer der Nebengebäude gestaltet.
Alle Architekturteile und Skulpturen bestehen aus rauem grauem bayrischen Kalkstein.

## Geschichte

### Baugeschichte
Der Gebäudekomplex wurde 1899–1900 von Ludwig Hoffmann als Gemeindedoppelschule konzipiert, wobei in technischer Hinsicht Stadtbaumeister Georg Matzdorff und in architektonischer der städtische Architekt Pickersgill an der Bearbeitung und Detaillierung der Entwürfe mitgewirkt haben. 1900–1902 wurde der Bau unter Stadtbauinspektor Weber realisiert.
Die Skulpturen am Bau sind Werke des Bildhauers Otto Lessing (1846–1912). Das Gemälde für die Aula (Kaiser Wilhelm II., nicht mehr vorhanden) schuf der Maler Max Koch (1859–1930).
Dieses Bauprojekt (eine von 21 Schulen) gehörte zu denen, die Ludwig Hoffmann im Rahmen der Großen Kunstausstellung 1901 in 339 Modellen und Zeichnungen der Öffentlichkeit präsentierte, um den Umfang und den Fortschritt der Planung und Realisierung des Baugeschehens in Verantwortung des Hochbauamtes unter seiner Leitung als Stadtbaurat zu dokumentieren.
Der Schulbau kostete 768.000 Mark (kaufkraftbereinigt in heutiger Währung: rund 6,31 Millionen Euro).
1985 erfolgten umfangreiche Um- und Anbauten sowie eine Erneuerung der Gebäudefront. Das Gebäude steht heute unter Denkmalschutz.

### Nutzung bis 1946
Die 247. Gemeindeschule, später Volksschule, wurde als evangelische Knabenschule am 1. April 1901 gegründet und bezog den Westflügel des Gebäudes. Die 252. Gemeindeschule, später Volksschule, wurde als evangelische Mädchenschule am 1. April 1902 gegründet und bezog den Ostflügel. Im Schuljahr 1902/03 besuchten 976 Schülerinnen die Mädchenschule, das Schuljahr 1905/06 verzeichnete rund 1000 Schüler in der Knabenschule. In der Weimarer Republik sank die Schülerzahl auf 342 in jeder der beiden Schulen im Jahr 1930.
Gertrud Bratke, die die Schule von 1916 bis 1925 besuchte, erinnert sich daran, dass die Schule vorwiegend von Arbeiterkindern besucht wurde, von denen viele unterernährt waren, etwa 75 %, wie nach ihrer Angabe schulärztliche Untersuchungen ergaben. Sie erzählt von einer Schülerin die während des Unterrichts häufig einschlief, weil sie ab 4 Uhr morgens Zeitungen austragen musste, um zum Familienunterhalt beizutragen.
Sie berichtet aber auch von einem aktiven Elternbeirat an der Schule, der die Ausgabe von Schulspeisung für einen Teil der Schüler organisierte und sich um Ferienspiele auf dem Sportforum in Hohenschönhausen und Elternabende in der Aula mit Märchenaufführungen und Turndarbietungen sowie einer Ausstellung von selbstgefertigten Arbeiten der Kinder kümmerte. 1920 setzte der Elternbeirat die Versetzung eines Pädagogen, der Kinder geprügelt hatte, durch.
In der Sporthalle turnte eine Gruppe des Arbeitersportvereins Fichte 06.
Im Berliner Volksmund hieß die Schule in dieser Zeit, aber auch später noch, die „Graue Laus“.
In seinem Roman Auf Tod und Leben erzählt Karl Veken von den politischen Auseinandersetzungen in den 1920er und 1930er Jahren am Baltenplatz (heute Bersarinplatz). Dabei spielt in einigen Passagen auch die „Graue Laus“ eine Rolle.
Nach 1933 führte die Schule wie der gesamte Stadtbezirk den Namen Horst Wessel.
Während des Zweiten Weltkriegs und danach wurde die Schule bis 1946 als Lazarett genutzt.

### Nutzung von 1946 bis 1993
1946 wurden wieder zwei Schulen in der Rigaer Straße 81/82 eröffnet, die 21. Grundschule im Ostflügel und die 22. Grundschule im Westflügel des Gebäudes.
Die 22. Schule wurde Im Schuljahr 1952/53 erstmals in Friedrichshain versuchsweise als Zehnklassenschule geführt. Künstler der Komischen Oper gestalteten die Abschlussfeier in der Aula. Unter anderem trug Walter Felsenstein die Ringparabel vor. Die später bekannte Fernsehansagerin Erika Radtke gehörte zu den Schülerinnen, die damals die 10. Klasse abschlossen.
Bereits 1955 waren die beiden Schulen zur 21./22. Grundschule zusammengeführt worden. Ab 1959 wurde daraus die 21. Oberschule, denn die DDR hat in diesem Jahr die zehnklassige polytechnische Oberschule eingeführt.
Ab 13. Dezember 1972 führte die Schule den Namen Herbert-Baum-Oberschule. Im Zusammenhang mit der Namensverleihung nahm die Schule viele Kontakte zu Überlebenden der antifaschistischen Herbert-Baum-Gruppe und Menschen aus ihrem Umfeld auf, z. B. Charlotte und Richard Holzer, Rita Zocher, Walter Sack, Alice und Gerhard Zadek und Beate Jadamowitz und zu Einrichtungen, in denen Kollektive den Namen „Herbert Baum“ trugen, z. B. Technische Hochschule Ilmenau, Amt für Erfindungs- und Patentwesen der DDR, VEB Bau und Montagekombinat, Ingenieurhochbau Berlin.
Der Musiklehrer Mario Timm komponierte und textete das Schullied „Hörst du, wie die Klingel hell ertönt“.
Nach der politischen Wende 1989/1990 wurde aus der Herbert-Baum-Oberschule für kurze Zeit die 3. Oberschule/Gesamtschule Friedrichshain.
Im Rektorengebäude, in dem viele Jahre das Hausmeisterehepaar wohnte, befand sich Anfang der 1990er Jahre das Amt III der Familienfürsorge.

### Nutzung seit 1993
1993 übernahm das Heinrich-Hertz-Gymnasium den Gebäudekomplex.